# Cantonul Taulé
Cantonul Taulé este un canton din arondismentul Morlaix, departamentul Finistère, regiunea Bretania, Franța.

## Comune
- Carantec
- Guiclan
- Henvic
- Locquénolé
- Taulé (reședință)